# Henrik Roxström
Henrik Johan Roxström, född 4 april 1899 i  Elmshorn, Schleswig-Holstein, död 10 juni 1982, var en svensk skulptör och konstpedagog.
Han var son till garvaren Albert Edvin Roxström och Greta Lindblad. Han var först anställd vid några industriföretag innan han studerade konst för Gustaf Malmquist vid Högre konstindustriella skolan i Stockholm 1921–1923 och därefter studerade han för Carl Milles och Nils Sjögren vid Konsthögskolan 1923–1929 samt under studieresor till Italien, Frankrike och Skandinavien. Separat ställde han ut på Mässhalen i Stockholm 1939 och han medverkade i samlingsutställningar arrangerade av Sveriges allmänna konstförening, julutställningen på Färg och Form 1948, Skulptur i natur som visades i Norrvikens trädgårdar och Liljevalchs Stockholmssalonger. Bland hans offentliga arbeten märks bronsskulpturen Hästar i Gislaved samt  reliefen Fruktbarheten i Sandviken och reliefer i Gävle och Nynäshamn. Hans konst består av figurskulpturer, porträtt, reliefer och medaljer. Vid sidan av sitt eget skapande var han lärare i modellering och teckning vid Arbetarnas bildningsförbunds kursverksamhet i Stockholm. Henrik Roxström är gravsatt i minneslunden på Södra griftegården i Gislaved.